# Ephoros der Jüngere
Ephoros der Jüngere war ein antiker griechischer Geschichtsschreiber. Er lebte in der Zeit der Reichskrise des 3. Jahrhunderts.
Ephoros, der wie sein Namensvetter, der bekannte Geschichtsschreiber Ephoros (der Ältere), aus Kyme in Äolien gestammt haben soll, wird nur in dem mittelbyzantinischen Lexikon Suda erwähnt. Nach den dortigen Angaben verfasste er ein Geschichtswerk über Kaiser Gallienus in 27 Büchern. Außerdem werden ihm in der Suda auch eine Abhandlung über Ereignisse in Korinth, ein Werk über die Aleuaden und andere ungenannte Schriften zugeschrieben. Von all diesen Werken ist nichts erhalten geblieben.
Einige Forscher nehmen an, dass der Eintrag in der Suda fehlerhaft ist. Demnach wurden Ephoros mehrere Werke zu Unrecht zugeschrieben. Umstritten ist ebenfalls, ob ein Historiker namens Ephoros zur Zeit des Gallienus lebte und ein derart umfangreiches Werk über den Kaiser verfasst hat. Es besteht zwar durchaus die Möglichkeit, dass Ephoros ein umfassendes Geschichtswerk über diese Zeit verfasste und sich nicht auf eine Biographie des Gallienus beschränkte; doch könnte es sich bei dem Historiker auch um einen Phantomautor handeln.
Sollte der Historiker Ephoros der Jüngere jedoch historisch sein, so gehörte er zu einer ganzen Reihe von griechischsprachigen Geschichtsschreibern, die im 3. Jahrhundert tätig waren, zum Beispiel Cassius Dio, Herodian, Nikostratos von Trapezunt, Dexippos und ein ansonsten kaum bekannter Eusebios. Die Tätigkeit des Ephoros ist in diesem Fall ein weiterer Beleg für die Lebendigkeit der damaligen griechischsprachigen Historiographie, von der heute wegen der schlechten Überlieferungslage relativ wenig bekannt ist.

## Ausgabe mit Übersetzung
- Bruno Bleckmann, Jonathan Groß: Historiker der Reichskrise des 3. Jahrhunderts I (Kleine und fragmentarische Historiker der Spätantike). Paderborn 2016, ISBN 978-3-506-78490-2, S. 99–105.